# Лопатино (Красноярский край)
Лопа́тино — деревня в Берёзовском районе Красноярского края России. Входит в состав Вознесенского сельсовета.

## География
Деревня находится на берегах реки Батоишка, на расстоянии примерно 10 км к юго-востоку от посёлка Берёзовка, административного центра района. Абсолютная высота — 262 м над уровнем моря.

## Население
| 1989 | 2002 | 2010 |
| ---- | ---- | ---- |
| 271  | ↘232 | ↘221 |

### Гендерный состав
По данным переписи населения 2010 года, в деревне проживал 221 человек (104 мужчины и 117 женщин).

## Улицы
| - ул. Батойская, - ул. Дачная, - ул. Заречная, - ул. Новая, | - ул. Речная, - ул. Центральная, - ул. Чкалова, - ул. Школьная. |